# Orilletas
Le orilletas (o nelle varianti dialettali di origlietas, orulletas o urigliettas), italianizzato in orillette, sono un dolce tipico della tradizione gastronomica sarda a base di semola di grano duro sardo, uova e miele. Sono costituite da una sfoglia di pasta tagliata a listarelle poi intrecciate a formare motivi floreali, oppure realizzate con fili di pasta più spessi, intrecciati tra loro.  Vengono infine fritte e ricoperte di miele sardo, oppure ricoperte di zucchero a velo.

## Produzione
Vengono prodotte in tutta l'Isola ed in particolare nelle regioni storiche della Baronia, del Logudoro, nelle Barbagie e in Gallura. Sono preparate per Carnevale e nelle ricorrenze delle feste pasquali.

## Ingredienti
Gli ingredienti principali sono molto semplici: farina di semola sarda a grana grossa, uova, acqua, strutto, scorza di arancio, miele sardo.

## Consumo
Vengono servite dopo la frittura e l'immersione nel miele bollente. Si possono aggiungere delle scorze di arancia tagliate a julienne e scottate nel miele.